# Celestynów (gromada)
Celestynów (do 31 XII 1957 dzielnica Celestynów) – dawna gromada, czyli najmniejsza jednostka podziału terytorialnego Polskiej Rzeczypospolitej Ludowej w latach 1954–1972.
Gromady, z gromadzkimi radami narodowymi (GRN) jako organami władzy najniższego stopnia na wsi, funkcjonowały od reformy reorganizującej administrację wiejską przeprowadzonej jesienią 1954 do momentu ich zniesienia z dniem 1 stycznia 1973, tym samym wypierając organizację gminną w latach 1954–1972.
Gromadę Celestynów z siedzibą GRN w Celestynowie utworzono 1 stycznia 1958 w nowo utworzonym powiecie otwockim w woj. warszawskim z obszaru zniesionej dzielnicy Celestynów ze zlikwidowanego powiatu miejsko-uzdrowiskowego Otwock (powiat ten – jako jedyny w Polsce – nie był podzielony na gromady lecz na dzielnice). Dla gromady ustalono 27 członków gromadzkiej rady narodowej.
W skład gromady Celestynów weszły obszary następujących (dawnych, czyli sprzed 1952) gromad: Bocian, Celestynów, Czekówka, Dąbrówka, Dyzin, Glina, Jatne, Lasek, Ostrowik, Ostrów, Podbiel, Pogorzel, Ponurzyca, Regut i Tabor (oraz części dawnych gromad: Chrosna, Gózd, Karpiska, Kruszowiec, Sępochów, Siwianka i Skorupy).
1 stycznia 1969 do gromady Celestynów włączono wieś Zabieżki ze zniesionej gromady Kąty w tymże powiecie.
Gromada przetrwała do końca 1972 roku, czyli do kolejnej reformy gminnej. 1 stycznia 1973 w powiecie otwockim utworzono po raz pierwszy de facto gminę Celestynów.